# Łyżwiarstwo szybkie na Zimowych Igrzyskach Olimpijskich 1960 – bieg na 3000 m kobiet
Bieg na 3000 metrów kobiet w łyżwiarstwie szybkim na Zimowych Igrzyskach Olimpijskich 1960 rozegrano 23 lutego na torze Olympic Skating Rink. Mistrzynią olimpijską na tym dystansie została Lidija Skoblikowa z ZSRR, ustanawiając jednocześnie nowy rekord świata. 

## Wyniki
| Miejsce | Zawodniczka         | Państwo           | Czas   |
| ------- | ------------------- | ----------------- | ------ |
| 01 !    | Lidija Skoblikowa   | ZSRR              | 5:14,2 |
| 02 !    | Walentina Stienina  | ZSRR              | 5:16,9 |
| 03 !    | Eevi Huttunen       | Finlandia         | 5:21,0 |
| 4       | Hatsue Takamizawa   | Japonia           | 5:21,4 |
| 5       | Christina Scherling | Szwecja           | 5:25,5 |
| 6       | Helena Pilejczyk    | Polska            | 5:26,2 |
| 7       | Elwira Seroczyńska  | Polska            | 5:27,3 |
| 8       | Jeanne Ashworth     | Stany Zjednoczone | 5:28,5 |
| 9       | Tamara Ryłowa       | ZSRR              | 5:30,0 |
| 10      | Yoshiko Takano      | Japonia           | 5:30,9 |
| 11      | Elsa Einarsson      | Szwecja           | 5:32,2 |
| 12      | Iris Sihvonen       | Finlandia         | 5:35,2 |
| 13      | Inge Görmer         | Niemcy            | 5:37,5 |
| 14      | Doreen Ryan         | Kanada            | 5:39,7 |
| 15      | Françoise Lucas     | Francja           | 5:42,5 |
| 16      | Margaret Robb       | Kanada            | 5:43,5 |
| 17      | Gisela Toews        | Niemcy            | 5:48,3 |
| 18      | Cornelia Harrington | Stany Zjednoczone | 5:57,5 |
| 19      | Beverly Buhr        | Stany Zjednoczone | 6:03,1 |
| 20      | Kim Gyeong-hoe      | Korea Południowa  | 6:08,2 |